# ماليا جونس
ماليا جونس (بالإنجليزية: Malia Jones)‏ وهي عارضة أزياء ومتركمجة أمريكية ولدت في يوم 27 مارس 1977 في بلدة لوما ليندا، كاليفورنيا في الولايات المتحدة وثم انتقلت إلى كايلوا في هاواي وهي من أصل هاوائي إسباني فلبيني ألماني إنجليزي مشترك وهي متزوجة من الممثل الأسترالي أليكس أولوغلن.

## روابط خارجية
- ماليا جونس على موقع IMDb (الإنجليزية)
- ماليا جونس على موقع قاعدة بيانات الفيلم (الإنجليزية)